# Банайтис, Салямонас
Салямонас Банайтис (лит. Saliamonas Banaitis; 15 июля 1866, с. Вайтекупяй, Сувалкская губерния, Российская империя (ныне Шакяйский район Литвы) — 4 мая 1933, Каунас, Литва) — литовский издатель, банкир, общественно-политический и просветительский деятель.

## Биография

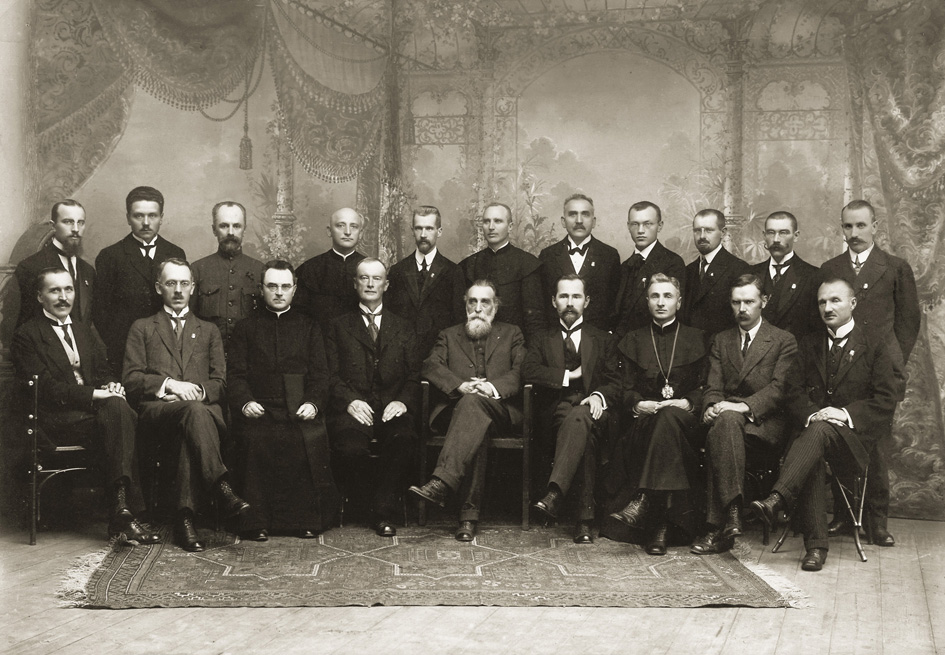
Члены Литовской тарибы. С. Банайтис стоит 5-м справа

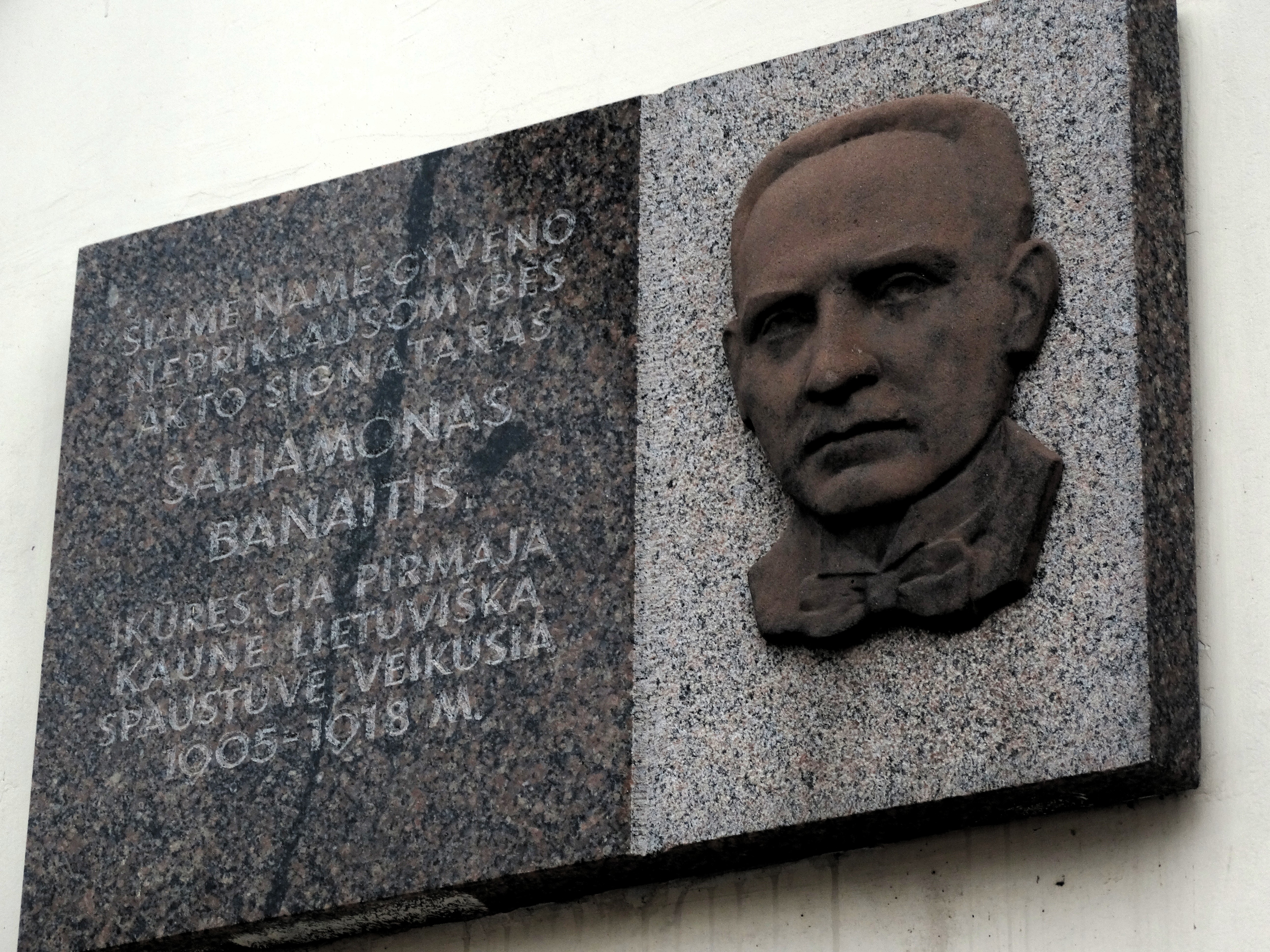
Мемориальная доска в Каунасе

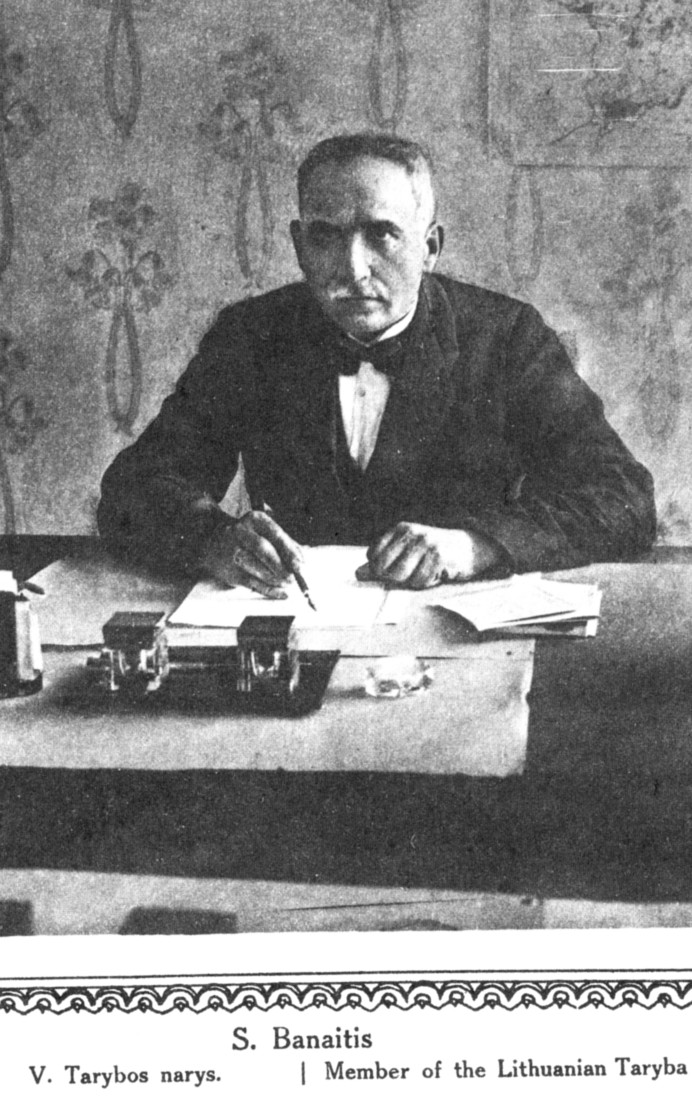
С. Банайтис. 1921 г.

Родился в крестьянской семье. Окончил начальную школу в местечке Синтаутай и поступил в Мариампольскую гимназию. Ранняя смерть отца и брата заставила Банайтиса бросить гимназия, чтобы работать на семейной ферме. Несмотря на отсутствие высшего образования, он активно участвовал в литовской культурной жизни — помогал В. Кудирке публиковать литовские газеты «Ūkininkas» и журнал «Варпас» („Varpas“, «Колокол»), принимал участие в работе Великого Вильнюсского сейма.
В 1905 году одним из первых основал типографию на литовских землях, которые принадлежали Российской империи, и руководил ею до 1918 года. Тесно сотрудничал с Обществом святого Казимира (Šv. Kazimiero Draugija) и издал почти 400 книг и десять периодических изданий на литовском языке. В 1911 году основал кредитный союз.
Во времена немецкой оккупации Литвы основал литовскоязычную гимназию в Каунасе и 12 начальных школ. С 1915 до 1917 года его издательство публиковало газету «Wieście Kowieńskie» («Ковенские известия») на польском, литовском и немецком языках. В 1918—1919 годах во время войны за независимость Литвы занимался привлечением бойцов в формируемую Литовскую армию.
Был членом Литовской христианско-демократической партии. В сентябре 1917 году был избран членом Литовской Тарибы. 16 февраля 1918 года поставил свою подпись под актом о независимости Литвы.
После обретения Литвой независимости был одним из основателей правого экономического и политического союза литовских фермеров и редактором его газеты «Žemdirbių balsas» («Голос фермеров»). В 1926 году постипил на юридический факультет Литовского университета, но умер не окончив его. Основывал Торгово-Промышленный банк Литвы, был соучредителем и заместителем председателя Литовской пароходной корпорации. Его последний проект — строительство автовокзала в Каунасе, был завершён уже после его смерти.
Умер от язвы желудка. Похоронен на Пятрашюнском кладбище.
Награждён Орденом Великого князя Литовского Гядиминаса 4 степени.

## Семья
Жена — Марийона Пранайтите, сестра священника и общественного деятеля Юстинаса Пранайтиса.
Дети:
- Саломея
- Юстинас Салямонас
- Казимерас Викторас
- Бронюс
- Витаутас